# Siettitia balsetensis
Siettitia balsetensis ist eine in Frankreich endemische Art der Schwimmkäfer, sie gehört zu den Grundwassertieren (stygobionte Fauna). Die nur in einer kleinen Region Südfrankreichs nachgewiesene Art wurde seit 1945 nicht mehr wiedergefunden und gilt als ausgestorben.

## Beschreibung
Siettitia balsetensis erreicht etwa 2,25 Millimeter Länge und ist schwach pigmentiert, aufgehellt gelblich-bräunlich gefärbt. Der sehr breite Kopf ist etwa genauso breit wie das Pronotum, er ist vorn regelmäßig gerundet und völlig augenlos, der Käfer blind (bei der Erstbeschreibung angegebene Rudimente von Ocellen erwiesen sich als Artefakte). Die ziemlich kurzen Antennen sind elfgliedrig, die beiden basalen Glieder vergrößert. Die Palpen sind spindelförmig, vorn wenig abgestutzt. Das Pronotum trägt auf jeder Seite einen Längsstrichel, es ist parallelseitig, ohne Einschnürung des Körperumriss zwischen Pronotum und Deckflügeln. Die Deckflügel (Elytren) sind miteinander verwachsen, sie sind parallel, hinten abrupt zugespitzt, Hinterflügel fehlen, d. h. der Käfer ist nicht flugfähig. Pronotum und Elytren sind auf der Oberfläche unbehaart, an den Seiten tragen sie lange, dünne Setae, die als Tasthaare wirken. Die Elytren sind ohne Streifen oder Längsfurchen, aber mit einigen Punktreihen. Beim Männchen sind die beiden ersten Glieder der Vordertarsen erweitert, das dritte verlängert und zweilappig. Die Hinterbeine sind lang und dünn, ihre Schienen ohne Setae. Der zweite und dritte Sternit des Hinterleibs sind miteinander verwachsen, mit nur Spuren einer Sutur zum Rand hin.
Siettitia balsetensis unterscheidet sich von seiner (extanten, noch lebenden) Schwesterart Siettitia avenionensis anhand der schlankeren und geringfügig größeren Gestalt. Wichtigstes Bestimmungsmerkmal ist die Position der Längslinien an den Hinterhüften. Außerdem ist bei den Männchen die Spitze des Aedeagus weniger langgezogen. Auch die Gestalt der Parameren des Aedeagus ist verschieden.

## Funde
Ein Männchen der Art wurde im September 1904 von dem Apotheker Henri Sietti in der Ortschaft Le Beausset nahe Toulon, Département Var, Südfrankreich, in einem tiefen Brunnen gefunden. Der Jurist und Amateur-Entomologe Elzéar Abeille de Perrin beschrieb anhand des einzigen Exemplars die neue Gattung zu Ehren von Sietti und die Art nach dem angenommenen antiken Namen der Ortschaft. Ein Jahr später berichtet Abeille de Perrin, er habe von seinem Kollegen, dem Entomologen Valéry Mayet, weiteres Material der Art aus demselben Brunnen in Le Beausset erhalten.
Da der Fund bei Koleopterologen Berühmtheit als erster im Grundwasser lebender Käfer erlangte, wurde der Ort später von einer Reihe weiterer Forscher aufgesucht, die weitere Funde machten, darunter Maurice Régimbart, René Jeannel und Félix Guignot, dem späteren Entdecker der zweiten Art der Gattung. 1945 fand der Entomologe Guy Colas einen zweiten Fundort der Art in La Seyne-sur-Mer wenige Kilometer südlich der Typuslokalität. Dies war gleichzeitig der letzte Nachweis der Art, die seitdem als ausgestorben gilt.
Die Art lebte vermutlich ausschließlich im Grundwasser in den Klüften des karstigen Kalksteins, der die Region aufbaut, möglicherweise gebunden an das Flusssystem des Var (wo das hyporheische Interstitial des Kalkschotters seinen primären Lebensraum gebildet haben könnte). Der Grund für das Aussterben der Art ist unbekannt.

## Phylogenie und Systematik
Die Gattung Siettitia umfasst mit Siettitia avenionensis eine zweite, ebenfalls stygobionte Art mit Lebensraum im Tal der Rhone. Der Verwandtschaftskreis um die Gattung wird als Subtribus Siettiina (Unterfamilie Hydroporinae, Tribus Hydroporini) systematisch gefasst. Die Siettitina umfassen auch die wenigen anderen europäischen und (westpaläarktischen) Schwimmkäfer mit Lebensraum im Grundwasser, die Gattungen Iberoporus Castro & Delgado, 2001 mit zwei Arten in Spanien und Portugal, Etruscodytes Mazza et al., 2013, mit einer Art aus Italien, und der überwiegend oberirdischen, artenreichen Graptodytes, mit nur einer stygobionten Art, der marokkanischen Graptodytes eremitus Ribera & Faille, 2010. Aus Nordamerika sind weitere stygobionte Arten aus derselben Verwandtschaftsgruppe beschrieben worden. Nach molekularen Daten bilden die Gattungen Siettitia, Iberoporus und Rhitrodytes eine Artengruppe, zu der vermutlich auch die (bisher noch nicht getestete) Etruscodytes hinzugehört.
Siettitia balsetensis war zum Zeitpunkt der Erstbeschreibung der einzige bekannte grundwasserlebende Käfer weltweit, bis mit Siettitia avenionensis 1925 eine zweite Art, ebenfalls aus Südfrankreich, hinzukam. Inzwischen sind eine Reihe weiterer Arten mit ähnlicher Lebensweise bekannt geworden, besonders aus Australien.